# Ali Seriati
Ali Seriati (en árabe: علي السرياطي‎), nacido en 1940  en Ghardimaou (gobernación de Jendouba), es un general tunecino.
Jefe de la guardia del Presidente de la República de Túnez, Zine el-Abidine Ben Ali, fue detenido el 14 de enero de 2011, en plena revolución tunecina, y puesto en libertad el 17 de mayo de 2014.

## Biografía

### Carrera
Después de completar su educación secundaria en el liceo de Susa, Ali Seriati se incorporó a la Escuela Especial Militar de Saint-Cyr en Francia. Formó parte de la promoción del centenario de Camerone.
Su carrera en el ejército tunecino comenzó en el cuartel de Fondouk Jedid, donde se especializó en ingeniería militar. Luego fue asignado al cuartel de Oued Ellil, trabajando en puestos de responsabilidad relacionados con la seguridad militar.
Fue nombrado Director de la Seguridad de Túnez en 1991, y luego jefe de la Guardia Presidencial en 2001. También fue responsable de la Guardia Nacional y la policía, y ayudó a Ben Ali en todos los asuntos de seguridad.

## Arresto y juicio
Presentado a veces como el hombre fuerte del régimen, Ali Seriati fue arrestado en la noche del 14 de enero de 2011, pocas horas después de la partida del Presidente Ben Ali hacia Arabia Saudí, por orden del Ministro de Defensa Ridha Grira, quien sospechaba que fomentaba un golpe de Estado1. Según Kamel Eltaïef, antiguo consejero del presidente depuesto, desempeñó un papel importante en esta salida: «Lo convenció de que se fuera explicándole que era mejor para él irse, mientras tomaba el control de la situación».
Aunque su arresto se mantuvo inicialmente en secreto, se lo presentó como el líder de los milicianos encargados de preparar una contrarrevolución1. Seriati fue acusado de «conspiración contra la seguridad interna del Estado", actos de agresión e incitación a armarse, cometer delitos y causar desórdenes en el territorio tunecino»
Fue absuelto el 12 de agosto de 2011 por complicidad en la falsificación de pasaportes que ayudaron a Ben Ali y su familia a escapar. El 13 de junio de 2012, fue destituido por el tribunal militar de Kef por su papel en la represión de enero de 2011 en Thala y Kasserine. El 19 de julio, el tribunal militar de Túnez lo condenó a veinte años de prisión en el mayor juicio de mártires y heridos de la revolución, los de la Gran Túnez y de otras cinco gobernaciones, pena que se redujo en apelación a tres años de prisión el 12 de abril de 2014. El 30 de abril de 2013, obtuvo el sobreseimiento en el caso de un mártir y dos heridos de la gobernación de Sfax. Salió de la prisión el 17 de mayo de 2014.
Decoraciones
Gran oficial de l'Ordre du 7-Novembre.

### Vida privada
Ali Seriati es originario de Hajeb El Ayoun, en la gobernación de Kairuán. Está casado y es padre de dos niños.